# Montefalcone Appennino
Montefalcone Appennino là một đô thị ở tỉnh Ascoli Piceno ở vùng Marche, cách khoảng 70 km về phía nam của Ancona và khoảng 20 km về phía tây bắc của Ascoli Piceno. 

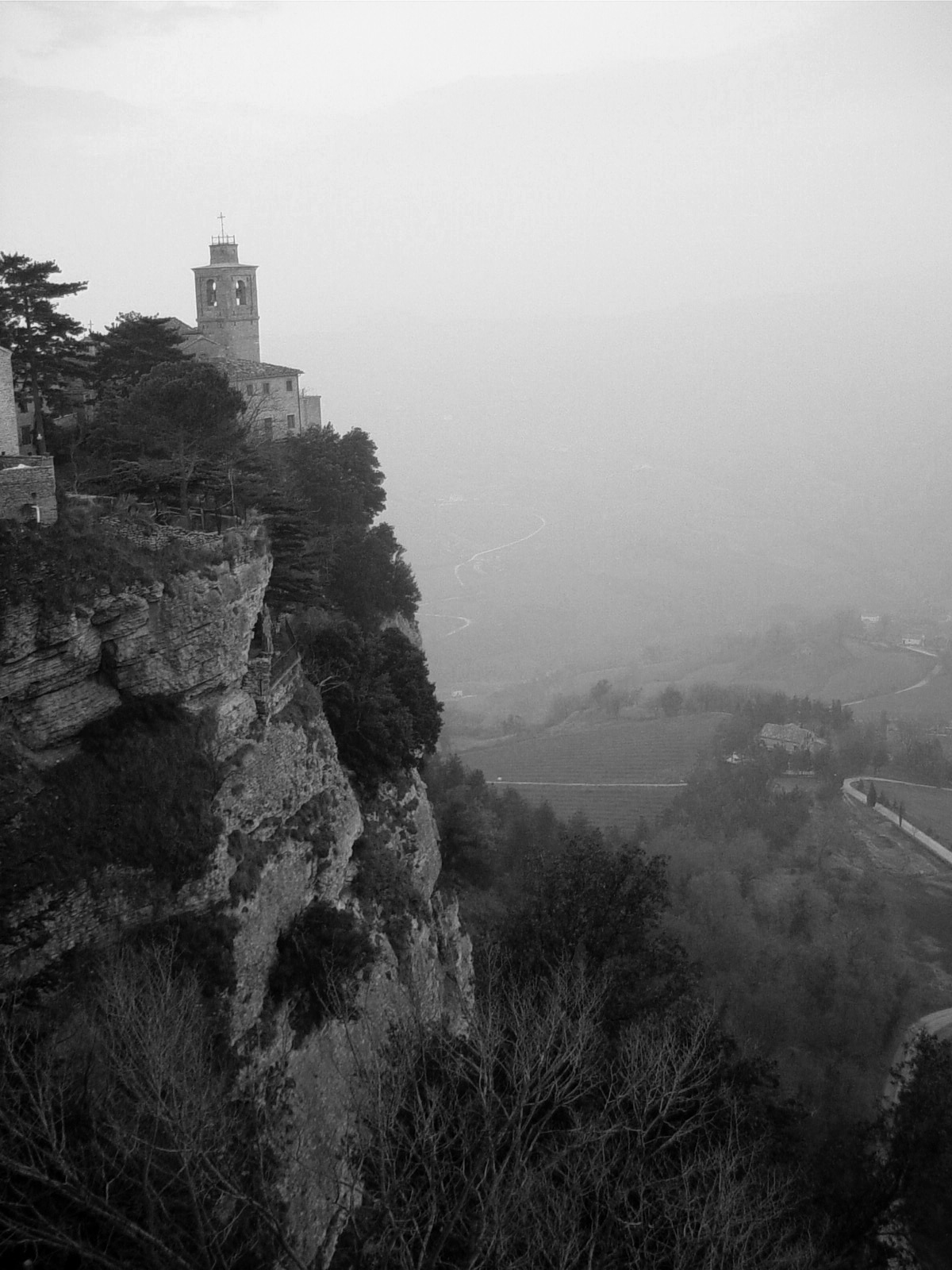
Montefalcone.

Montefalcone Appennino giáp các đô thị: Amandola, Comunanza, Force, Monte San Martino, Santa Vittoria in Matenano, Smerillo.